# سيمونا كروبيكيت
سيمونا كروبيكيت (بالليتوانية: Simona Krupeckaitė)‏ مواليد 13 ديسمبر 1982 في الجمهورية الليتوانية السوفيتية الاشتراكية، هي درّاجة ليتوانية في صنف سباق الدراجات على المضمار. شاركت في دورة الألعاب الأولمبية الصيفية.

## الميداليات
| الميدالية | المسابقة                               |
| --------- | -------------------------------------- |
| ذهبية     | بطولة العالم للدراجات على المضمار 2009 |
| ذهبية     | بطولة العالم للدراجات على المضمار 2010 |
| فضية      | بطولة العالم للدراجات على المضمار 2008 |
| فضية      | بطولة العالم للدراجات على المضمار 2011 |
| فضية      | بطولة العالم للدراجات على المضمار 2012 |
| برونزية   | بطولة العالم للدراجات على المضمار 2004 |

## وصلات خارجية
- الموقع الرسمي

## روابط خارجية
- سيمونا كروبيكيت على موقع أرشيف الدراجات (الإنجليزية)
- سيمونا كروبيكيت على موقع CycleBase (الإنجليزية)
- سيمونا كروبيكيت على موقع أوليمبيديا (الإنجليزية)
- سيمونا كروبيكيت على موقع اللجنة الأولمبية الليتوانية (الليتوانية)